# Oberpoyritz
Oberpoyritz ist ein Stadtteil im Südosten der sächsischen Landeshauptstadt Dresden. Er liegt an der Stadtgrenze in der gleichnamigen Gemarkung, die zum Stadtbezirk Loschwitz gehört.

## Geografie

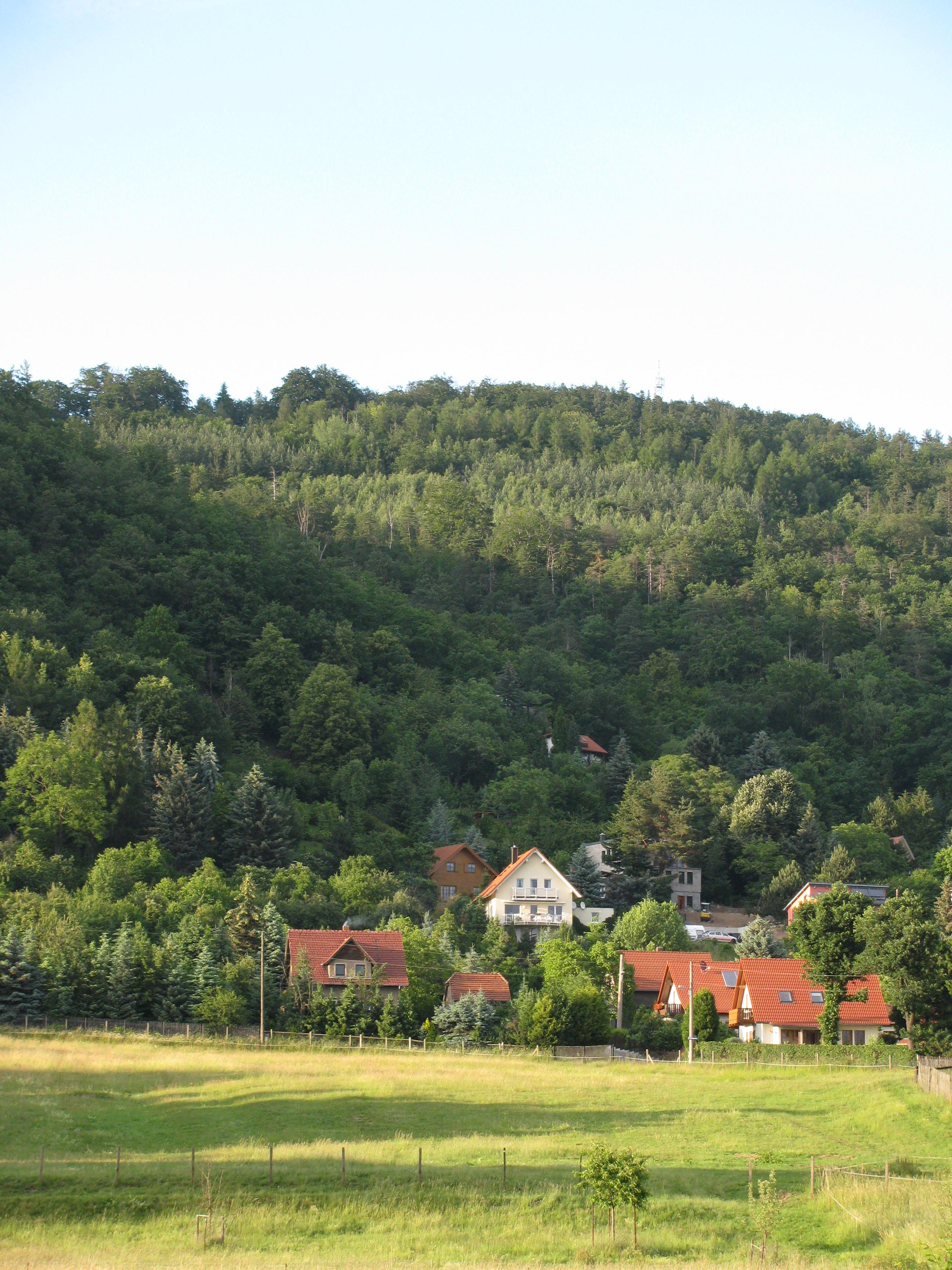
Oberpoyritz am Hang des Borsbergs

Oberpoyritz befindet sich am Stadtrand 12 km ostsüdöstlich des Dresdner Stadtzentrums, der Inneren Altstadt, und direkt südlich der hier nach Osten langsam auslaufenden Elbhänge. Der größte Teil des Flurgebiets liegt im Elbtalkessel, so auch der Ortskern. Dieser heißt bis heute Dorfplatz und blieb zum Teil erhalten. Er befindet sich auf einer Höhe von etwa 120 m ü. NN am Graupaer Bach, der in die reichlich 1 km weiter westlich verlaufende Elbe mündet. Etwa 1 km nördlich des Stadtteils liegt die Spitze des 361 m hohen Borsbergs. Gemeinsam mit dem benachbarten gleichnamigen Ortsteil von Schönfeld-Weißig zählt dieser bereits zum Schönfelder Hochland; an seinen Hängen liegt unmittelbar nördlich von Oberpoyritz das 107 ha große Naturschutzgebiet Borsberghänge und Friedrichsgrund, das im Osten durch den auch die Stadtgrenze markierenden Tiefen Grund begrenzt wird. Eine Stiel-Eiche auf dem Dorfplatz ist außerdem als Naturdenkmal ND 85 ausgewiesen.
Die Gemarkung Oberpoyritz wird im Süden, Westen und Norden von zu Pillnitz gehörenden Fluren umschlossen. Gemeinsam mit diesem und weiteren Stadtteilen gehört Oberpoyritz zum statistischen Stadtteil Hosterwitz/Pillnitz. Östlich benachbart liegt Kleingraupa, ein Ortsteil der Ortschaft Graupa in Pirna. Oberpoyritz konnte sich bis heute seinen dörflich-ländlichen Charakter weitgehend erhalten, obgleich im Laufe des 20. Jahrhunderts einige kleinere und locker bebaute Häusersiedlungen auf der Dorfflur entstanden. Der Süden der Gemarkung wird bereits durch das Tännicht bestimmt, einen kleinen, sich bis nach Birkwitz und Copitz ziehenden Wald. Ortsbildprägend sind außerdem die ausgedehnten Obstplantagen im direkten Umland sowie die Weinberge der zum Weinbaugebiet Sachsen gehörigen Großlage Elbtal, unter ihnen die kegelförmige Rysselkuppe, von der sich eine Aussicht bis in die Sächsische Schweiz bietet. Sie wurden auf Grund der sehr guten Klima- und Bodenbedingungen angelegt.
Wichtigste Straße in Oberpoyritz ist die Lohmener Straße, die als Staatsstraße 167 von Loschwitz kommend den Stadtteil durchquert und über Graupa in Richtung Pirna weiterführt. Vom alten Dorfkern in Richtung Söbrigen verläuft die Oberpoyritzer Straße; die Graupaer Straße verbindet den Stadtteil über Graupa mit Bonnewitz. Im Stadtteilgebiet gibt es weitere sieben benannte Straßen. Über die Buslinie 83 der Dresdner Verkehrsbetriebe, das einzige öffentliche Verkehrsmittel in Oberpoyritz, besteht eine Verbindung mit Pillnitz und Graupa bzw. Bonnewitz. In den Hängen oberhalb von Oberpoyritz verläuft der Sächsische Weinwanderweg, außerdem führt mit dem Fremdenweg eine historische Wanderroute durch die Sächsische Schweiz über Oberpoyritz.

## Geschichte
Schon in der Bronzezeit war das Gebiet um Oberpoyritz besiedelt. Reste einer größeren Siedlung aus dieser Zeit, so zum Beispiel Herdstellen und Keramik, wurden um 1900 an der Straße nach Graupa aufgefunden.

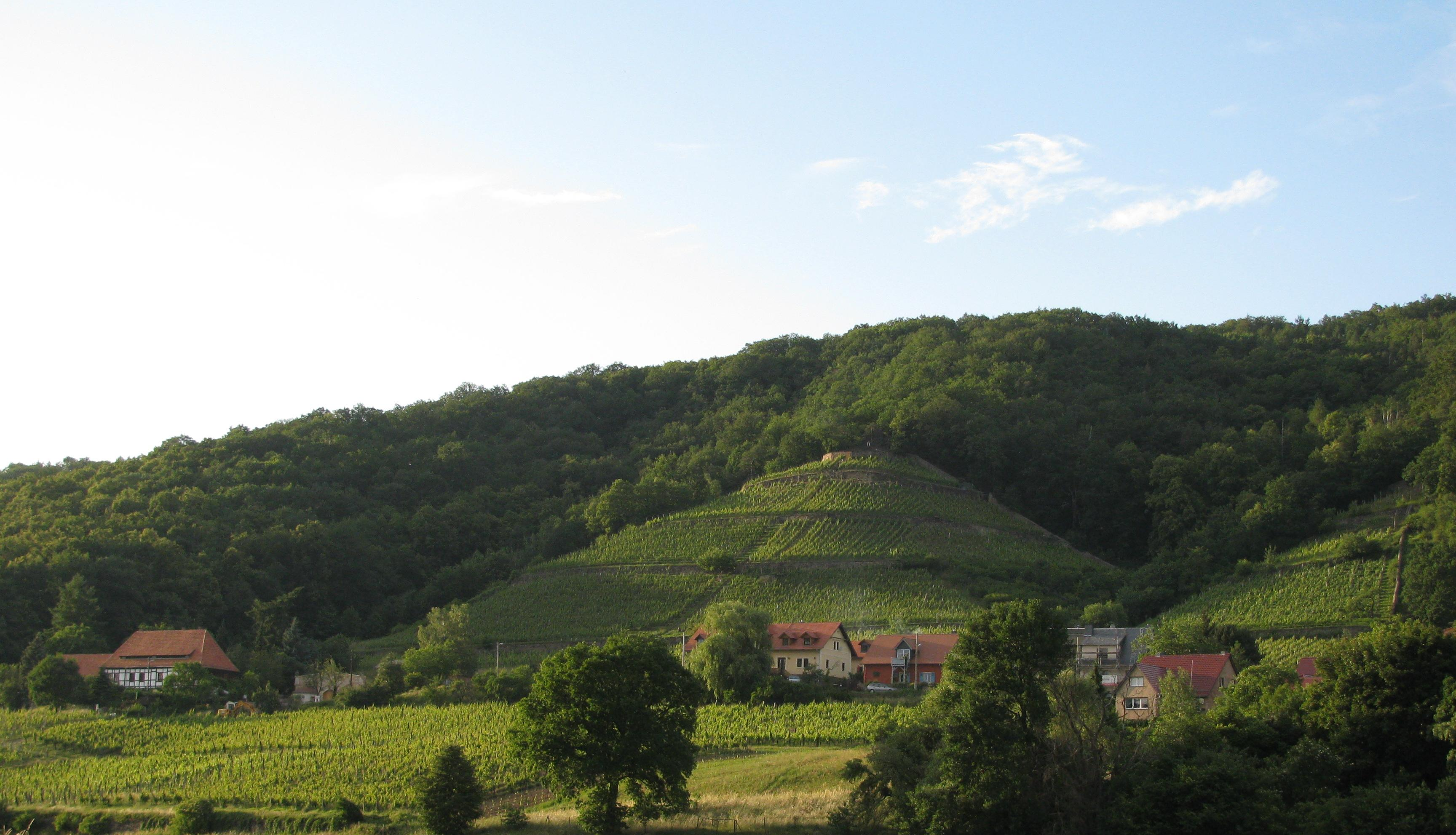
Blick auf die Rysselkuppe in Pillnitz, den markanten Weinberg oberhalb von Oberpoyritz

Das Dorf Oberpoyritz wurde 1378 als Padegricz erstmals urkundlich erwähnt. Diese Bezeichnung kommt aus dem Sorbischen und kann mit Dorf unterm Berg übersetzt werden (vgl. Podgorica), was auf die Lage des Ortes am Fuß der Elbhänge und des Borsbergs verweist. Bei Oberpoyritz handelt es sich um einen slawischen Rundling mit Gelängeflur. Bereits im 15. Jahrhundert ist der Ortsname in einer Vielzahl von Formen verbürgt. Genannt werden Poyericz, Podegricze, Pogeritz und Poydegritz. Noch 1541 als Poyeritz erwähnt, wurde dem Ortsnamen seit der Mitte des 16. Jahrhunderts der Zusatz Ober vorangestellt. Dies war plötzlich auf Grund der möglichen Verwechslungsgefahr mit einem nur 3 km weiter nordwestlich bzw. elbabwärts gelegenen Dorf gleichen Namens nötig geworden, das damals nach einer langen Phase als Wüstung neu besiedelt worden war und heute Niederpoyritz heißt. Da letzterer Ort parallel auch den Namen Kratza trug, ist die Unterscheidung zwischen Ober- und Niederpoyritz jedoch nicht durchgängig nachvollziehbar. So wird Oberpoyritz 1588 als Ober Poyericz erwähnt, 1604 jedoch wieder nur als Poberiz. Noch 1875 findet sich neben der heutigen Namensform die Schreibweise Oberboyritz.

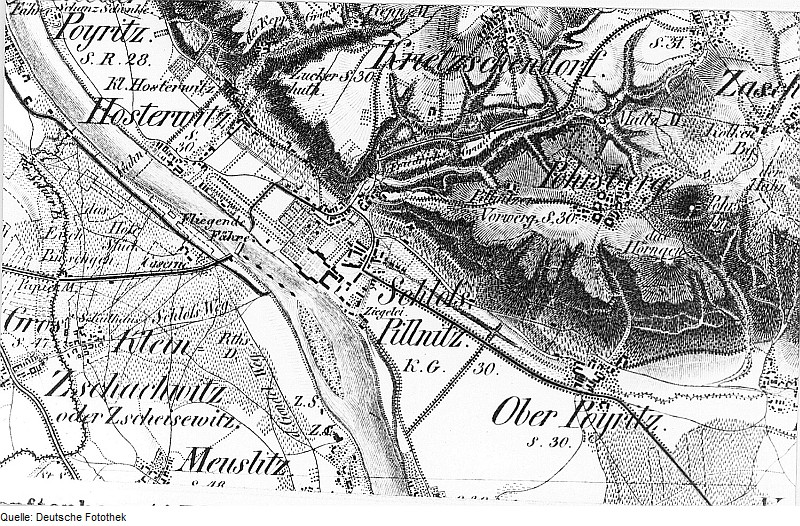
Oberpoyritz und seine Nachbardörfer auf einer Karte von 1821

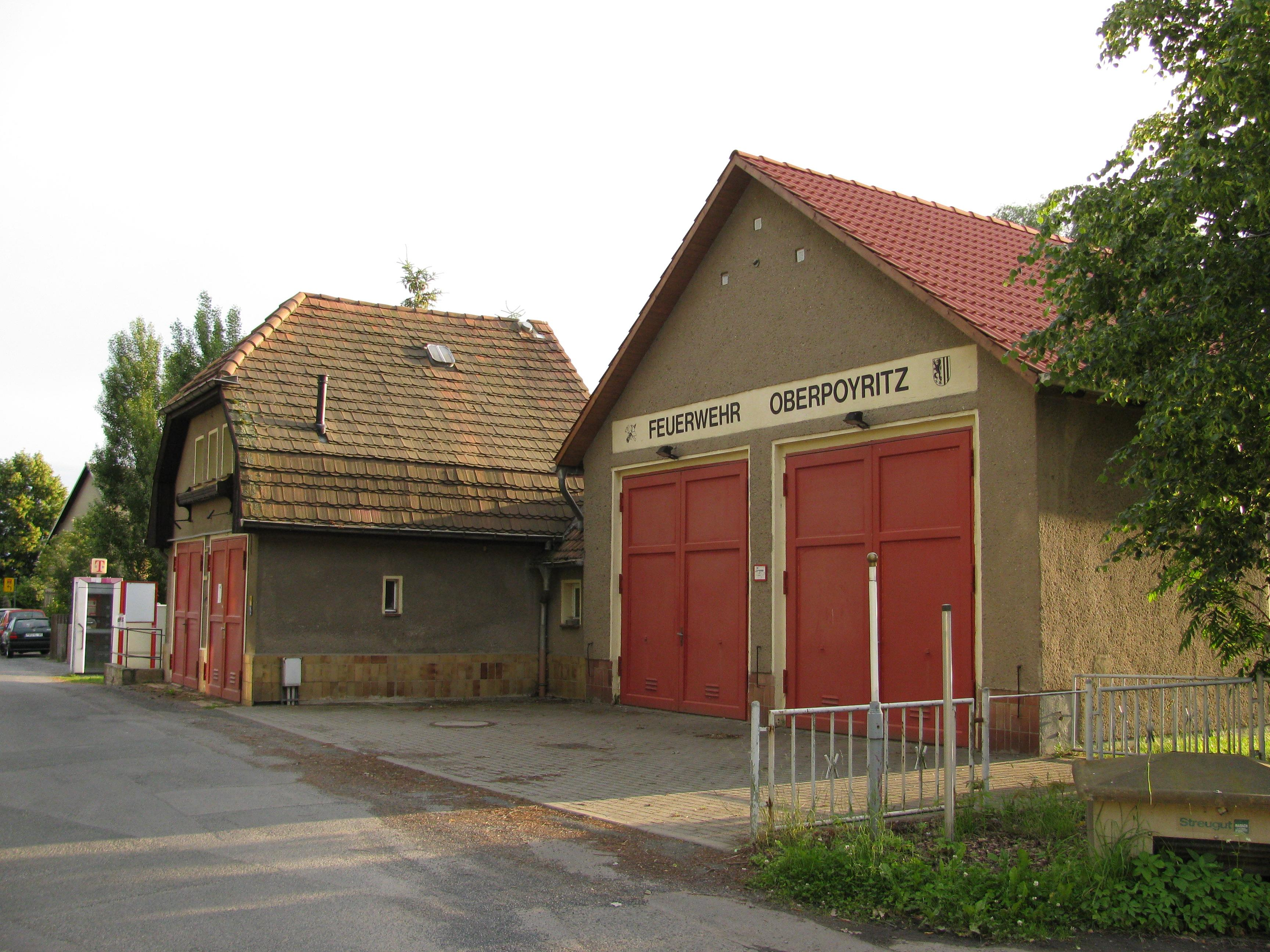
Gebäude der bis 2006 bestehenden Freiwilligen Feuerwehr im Dorfkern von Oberpoyritz

Bis ins frühe 15. Jahrhundert gehörte Oberpoyritz zunächst den Burggrafen von Dohna, um 1410 befand es sich im Besitz des Zweigs der Familie von Köckritz, der auf der Burg Wehlen saß. Vom Oberpoyritzer Nachbarort Cloden, der 1438 als wüst bezeichnet wird, wurden einige Fluren nach Oberpoyritz eingegliedert. Im Jahr 1463 unterstand es Bodo von Carlowitz und 1535 Kaspar von Ziegler. Ab 1569 übten die Besitzer des benachbarten Rittergutes Pillnitz die Grundherrschaft aus. Dies war zunächst Christoph von Loß der Ältere, kurfürstlicher Hofrat und Oberschenk. Seit dieser Zeit ist Oberpoyritz eng an Pillnitz geknüpft und verlor ähnlich wie Söbrigen einige Teile seiner Flur an das Gut. An die Stelle des ursprünglich betriebenen Ackerbaus trat damals immer stärker der Wein- und noch später der Obstanbau. An den lange prägenden Weinbau erinnert eine im alten Gemeindesiegel abgebildete Weintraube. Die Zeidlerei wurde ebenfalls betrieben.
Die Verwaltung fiel währenddessen in die Zuständigkeit des Amts beziehungsweise der Amtshauptmannschaft Dresden. Bis 1539 war Oberpoyritz nach Dohna gepfarrt, danach lag es in der Parochie von Hosterwitz (Maria am Wasser). Nach dem Tod von Sophie Sibylle, der Enkelin von Christoph von Loß dem Jüngeren, ging Oberpoyritz unter anderem gemeinsam mit Hosterwitz, Pappritz und Krieschendorf am 17. April 1643 an Günther von Bünau (1604–1659) über, mit dem sie seit 1636 verheiratet war. Nach mehr als 50 Jahren Zugehörigkeit zu den Bünauschen Ländereien tauschte Kurfürst Johann Georg IV. Pillnitz und damit auch Oberpoyritz am 31. Januar 1694 gegen Lichtenwalde und 20.000 Gulden ein. Wenige Monate später starb er.
Im frühen 18. Jahrhundert erlebte das Dorf einen leichten Aufschwung durch seine Nähe zum Schloss Pillnitz, das damals unter August dem Starken, dem Bruder und Nachfolger Johann Georgs IV., in barockem Stil zu seinem Sommersitz aus- und umgebaut und anschließend zu einem der Mittelpunkte der absolutistischen Hofhaltung der Wettiner wurde. Der Kurfürst erwarb zudem 1721 einen Weinberg, der zur Versorgung des Schlosses beitrug. Die Oberpoyritzer mussten überdies im Pillnitzer Schloss Wachdienst leisten. Ab 1765 waren außerdem Teile der nun hauptberuflichen Schlosswache in Oberpoyritz wohnhaft. Im Jahr 1818 war Johann Gottlob Ryssel der Besitzer des an der Grenze zu Pillnitz gelegenen Weinbergs. An seine seit dem 17. Jahrhundert in der Region ansässige Familie erinnern noch die Namen Rysselkuppe und Rysselscher Weinberg. Noch bis 1844 waren Frondienste an die Pillnitzer Gutsbesitzer zu leisten oder zu zahlen. Die Schmiedeschänke war seit 1854 mit dem Schankrecht ausgestattet.
Am 1. Juli 1950 wurde Oberpoyritz gemeinsam mit weiteren umliegenden Orten nach Dresden eingemeindet und bildet seitdem einen Stadtteil der Landeshauptstadt. Der frühere Dorfteich ist mittlerweile verfüllt worden. Im Stadtteil existierte bis zur Vereinigung mit der Stadtteilfeuerwehr Pillnitz im Jahr 2006 eine Freiwillige Feuerwehr, deren Tradition bis 1846 zurückreichte, sowie der Sportplatz des SV Pillnitz. Zwischen 1978 und 2001 befand sich in Oberpoyritz ein Trinkwasserschutzgebiet.

### Einwohnerentwicklung
| Jahr      | Einwohner                     |
| --------- | ----------------------------- |
| 1547/1551 | 9 besessene Mann, 12 Inwohner |
| 1764      | 8 besessene Mann, 1 Häusler   |
| 1834      | 115                           |
| 1871      | 135                           |
| 1890      | 184                           |
| 1910      | 283                           |
| 1925      | 398                           |
| 1939      | 552                           |
| 1946      | 640                           |

## Persönlichkeiten
- Kurt Fuchs (* 22. November 1908 in Leipzig; † 12. Mai 1945, ermordet) und Herta Fuchs (* 21. Mai 1908; †), Gerechte unter den Völkern, lebten in Oberpoyritz[20][21][22]
- Frank Lanzendörfer (* 30. Dezember 1962 in Dresden-Oberpoyritz; † 1988 in Marienwerder), deutscher Künstler